# Аттіла Адровіц
Аттіла Адровіц (угор. Adrovicz Attila; 8 квітня 1966, Будапешт) — угорський весляр-байдарочник, виступав за збірну Угорщини у другій половині 1980-х — першій половині 1990-х років. Срібний призер літніх Олімпійських ігор в Атланті, срібний і бронзовий призер чемпіонатів світу, переможець багатьох регат національного та міжнародного значення.

## Життєпис
Аттіла Адровіц народився 8 квітня 1966 року в Будапешті. Активно займатися веслуванням на байдарці почав у ранньому дитинстві, проходив підготовку в будапештському спортивному клубі «Уйпешті».
Першого серйозного успіху на дорослому міжнародному рівні досягнув 1986 року, коли потрапив до основного складу угорської національної збірної й побував на чемпіонаті світу в канадському Монреалі, звідки привіз срібну нагороду, яку виграв у змаганнях двомісних байдарок на дистанції 500 метрів. Три роки по тому виступив на світовій першості в болгарському Пловдиві, де взяв бронзу в двійках на тисячі метрів. Ще через два роки на аналогічних змаганнях у Парижі виграв срібну медаль у півкілометровій гонці байдарок-четвірок. У 1994 році на чемпіонаті світу в Мехіко додав до послужного списку ще одну срібну нагороду, яку здобув цього разу у двійках на п'ятистах метрах.
Завдяки низці вдалих виступів Адровіц удостоївся права захищати честь країни на літніх Олімпійських іграх 1996 року в Атланті — у програмі чотиримісних байдарок на дистанції 1000 метрів спільно з партнерами Андрашом Райною, Ференцом Чіпешом і Габором Хорватом завоював срібну медаль — у фіналі їх обійшов лише екіпаж з Німеччини. Невдовзі після цієї Олімпіади вирішив завершити кар'єру професійного спортсмена.